# 대한민국 형사소송법 제59조
대한민국 형사소송법 제59조는 비공무원의 서류에 대한 형사소송법의 조문이다.

## 조문
제59조(비공무원의 서류) 공무원 아닌 자가 작성하는 서류에는 연월일을 기재하고 기명날인하여야 한다. 인장이 없으면 지장으로 한다.

## 참조조문

### 형사소송규칙
제41조(서명의 특칙) 공무원이 아닌 자가 서명날인을 하여야 할 경우에 서명을 할 수 없으면 타인이 대서한다. 이 경우에는 대서한 자가 그 사유를 기재하고 기명날인 또는 서명하여야 한다.  <개정 2007.10.29.>[제목개정 2007.10.29.]

## 참고 문헌
- 손동권 신이철, 새로운 형사소송법(초판, 2013), 세창, 2013. ISBN 9788984114081